# Ludwig Flamm
Ludwig Flamm  (* 29. Jänner 1885 in Wien; † 4. Dezember 1964 ebenda) war ein österreichischer Physiker.

## Leben
Ludwig Flamm, der aus einer Familie von Uhrmachern stammte, studierte Physik an der Universität Wien und wurde 1909 bei Friedrich Hasenöhrl mit der Dissertation Eigentliche Wellensysteme promoviert. Danach war er Assistent bei Gustav Jäger an der Technischen Hochschule Wien. 1916 habilitierte er sich an der Uni Wien, erhielt die Venia legendi an der Technischen Hochschule Wien und 1919 eine außerordentliche Professur. Von 1922 bis 1956 war Flamm ordentlicher Professor und Vorstand für Physik der Technischen Hochschule Wien. Er amtierte als Dekan von 1929 bis 1931 und als Rektor 1930 bis 1931. Bei ihm wurde u. a. Wolfgang Kummer promoviert.
Seit 1928 war Flamm korrespondierendes, ab 1940 wirkliches Mitglied der Österreichischen Akademie der Wissenschaften.
Ludwig Flamm war mit Elsa, der jüngsten Tochter Ludwig Boltzmanns, verheiratet. Sein Sohn Dieter Flamm (1936–2002) war seit 1973 Universitätsprofessor am Institut für Theoretische Physik der Universität Wien. Sein Schwiegersohn war der Historiker Erich Zöllner.

## Auszeichnungen (Auszug)
- 1961: Österreichisches Ehrenzeichen für Wissenschaft und Kunst
- 1963: Erwin Schrödinger-Preis[3]
- In Wien-Simmering (11. Bezirk) wurde der Flammweg nach ihm benannt.

## Werk
Ludwig Flamm befasste sich mit verschiedensten Gebieten der Theoretischen Physik wie z. B. der Schrödingerschen Wellenmechanik und der Allgemeinen Relativitätstheorie, so mit einer speziellen Schwarzschildlösung, dem Flamm'schen Paraboloid.
Er beschrieb 1916 erstmals Lösungen die zu theoretischen Verbindungen, sog. Wurmlöchern im Raum-Zeit-Kontinuum führen.
Diese Verbindungen wurden als Einstein-Rosen-Brücke bekannt – nach einer Veröffentlichung von Albert Einstein und Natahan Rosen im Jahre 1935.

## Schriften
- Die neuen Anschauungen über Raum und Zeit. Das Relativitäts-Prinzip. Braumüller, Wien 1915.
- Einiges über den Bau des Atoms. Braumüller, Wien 1916.
- Beiträge zur Einsteinschen Gravitationstheorie. Hirzel, Leipzig 1916.
- Die Grundlagen der Wellenmechanik. In: Physikalische Zeitschrift 27, 1926, S. 600–617.
- Die grundlegenden Vorstellungen der Wellenmechanik. In: Elektrotechnik und Maschinenbau. 51. 1933, 30. Mally, Wien 1933.
- Algebraische Elektrodynamik. In: Sitzungsberichte der Akademie der Wissenschaften in Wien. Math.-nat. Klasse 2a, 144. Hölder-Pichler-Tempsky, Wien 1935.
- Der Mechanismus elektromagnetischer Wellen. In: Sitzungsberichte der Akademie der Wissenschaften in Wien. Math.-nat. Kl. Abt. 2a, Bd. 134, 1954, H. 1–10. Springer, Wien 1945.
- Die Linienmechanik der elektrischen Feldmaterie. In: Sitzungsberichte der Akademie der Wissenschaften in Wien. Math.-nat. Kl. Abt. 2a, Bd. 155. 1947, H. 7–8. Springer, Wien 1947.
- Zum 50. Todestag Ludwig Boltzmann. Physikalische Blätter 12, 1956, H. 9, S. 408–411.